# Meconopsis pseudohorridula
Meconopsis pseudohorridula là một loài thực vật có hoa trong họ Anh túc. Loài này được C.Y. Wu & H. Chuang mô tả khoa học đầu tiên năm 1985.